# Requin dormeur d'Oman
Espèce
Statut de conservation UICN

 DD  : Données insuffisantes
Répartition géographique
Le Requin dormeur d'Oman (Heterodontus omanensis) est une espèce de requins très méconnue qui a été décrite en 2005 par Baldwin. Ce requin vit le long des côtes du Sultanat d'Oman dans l'océan Indien.

## Description
Le Requin dormeur d’Oman est la dernière espèce décrite d’Heterodontus. Elle a été décrite officiellement en 2005. Il est globalement proche du Requin dormeur nekozame (Heterodontus japonicus) mais s’en distingue par le pattern de couleur, ses plus petites nageoires dorsales et possiblement par la taille.
Le Requin dormeur d’Oman possède 4 barres noires le long du corps. Il possède au sommet des nageoires dorsales des lignes blanches,.
Les crêtes supra-orbitales sont modérément basses et diminuant graduellement du côté postérieur. L'espace intra-orbital est légèrement concave et d'une profondeur probablement inférieur à un quart de la longueur de l’œil.
Les dents antérieures ont une grande cuspide et deux petites cuspides, la forme des dents molariformes est inconnues. Les écailles placoïdes du tronc sont relativement durs. L'épine de la première nageoire dorsale est orientée latéralement de façon postéro-dorsale chez les adultes.
L'origine de la première nageoire dorsale est devant l'insertion de la nageoire pectorale et au-delà de la moitié de la base des nageoires pectorales et postérieur à la cinquième fente branchiale. Son insertion est nettement antérieure à l'origine de la nageoire pelvienne et au-delà des insertions des nageoires pectorales. La partie libre de la première nageoire dorsale est légèrement antérieure par rapport aux origines des nageoires pelviennes. La première nageoire dorsale est petite et ronde à angulaire chez les adultes, elle est aussi grande qu'une nageoire pelvienne. La seconde nageoire dorsale a une insertion quasi opposée à celle des nageoires pelviennes ou à leurs extrémités libres, elle est de taille quasi similaire à la première nageoire dorsale et est faiblement falciforme. La nageoire anale est semi-angulaire et avec la pointe qui touche la partie inférieure de la nageoire caudale au repos. Il possède 106 vertèbres selon Compagno et 98 selon FishBase.
La longueur entre le bout de la tête et la première nageoire dorsale fait 24% et la longueur entre les nageoires anales et caudales fait 7% de la longueur totale. La longueur de la première nageoire dorsale est équivalente à environ 11% de la longueur totale de l'individu.

## Biologie et écologie
La taille maximale des mâles est de 520 mm et celle des femelles de 612 mm,.

Les œufs ont de longues vrilles et deux spirales,. 

## Distribution et habitat
Il vit dans la région d’Oman dans l’océan indien. On le retrouve entre 72 et 80 m de fond,.
On suppose qu’il vit sur des fonds “mous”.

## Étymologie et dénomination
Le nom scientifique vient de heteros (différents en grec) et odous (la dent en grec) car il a des dents différentes entre l'avant et l'arrière de la mâchoire. Ce qui est une caractéristique de tous les Heterodontidae. Omanensis vient du sultanat d’Oman d’où il est originaire. Dans l'ouvrage de Compagno l'espèce n'est pas encore décrite et est reprise sous le nom d'Heterodontus sp.A. Il n'a pas de synonyme.

## Le Requin dormeur d’Oman et l'Homme
Il a été remonté dans les filets commerciaux comme prise accessoire. Il est assez vulnérable car il semble que c'est une espèce à croissance lente.
Il est considéré comme inoffensif pour l’Homme.